# Julius zu Bentheim und Steinfurt
Prinz Julius Arnold zu Bentheim und Steinfurt (* 21. Mai 1815 in Burgsteinfurt; † 10. August 1857 in Karlsbad) war ein preußischer Offizier und Mitglied des Provinziallandtags von Westfalen.

## Leben
Julius zu Bentheim und Steinfurt, der reformierten Glaubens war, war der dritte Sohn des Fürsten Alexius zu Bentheim und Steinfurt (1781–1866) und dessen Ehefrau Wilhelmine Caroline Friderike Maria, Prinzessin von Solms-Braunfels (1793–1865). Er schlug die Militärlaufbahn ein und wurde königlich preußischer Major. 1854 gehörte er als Vertreter seines Vaters dem Provinziallandtag der Provinz Westfalen an.